# Serviço Nacional de Inteligência

Serviço Nacional de Inteligência

Der Serviço Nacional de Inteligência SNI (tetum Servisu Nasionál Intelijénsia) ist der nationale Nachrichtendienst Osttimors. Er ist einer von drei Nachrichtendiensten neben dem Serviço de Informações de Polícia (SIP) und dem Sistema de Informações Militares (SIM). Vorgänger des SNI war der Serviço Nacional de Segurança do Estado (SNSE). Der SNI hat nur Kompetenzen innerhalb des Territoriums Osttimors.

## Übersicht
Die Verordnung (Decreto-Lei) 03/2009 vom 15. Januar 2009 regelt die Organisation des Nachrichtendienstes und markiert die Gründung des SNI.
Laut dem Gesetz 09/2008 zum Nationalen Nachrichtendienstsystem (Sistema Nacional de Inteligência da República Democrática de Timor-Leste) beschafft der SNI Informationen zum Schutz der nationalen Unabhängigkeit, nationaler Interessen und der äußeren sowie inneren Sicherheit Osttimors, um Sabotage, Terrorismus, Spionage, organisiertes Verbrechen und Handlungen, die die verfassungsgemäße Rechtsstaatlichkeit gefährden, zu verhindern. Als konkrete Aufgaben des SNI wird in der Verordnung 03/2009 die Durchführung systematischer Ermittlungen, Prüfungen, Auswertung und Speicherung von Informationen und Daten genannt. Premierminister und Staatspräsidenten muss Bericht über die Aktivitäten erstattet werden, auch mit Hilfe von erstellten Studien und Dokumentationen. Der SNI kann dem Premierminister die Zusammenarbeit mit anderen Kräften und ausländischen Sicherheitsdiensten vorschlagen. Informationen zu Straftaten sind an die zuständigen Behörden für strafrechtliche Ermittlungen weiterzuleiten. Ausnahme sind hier nur Straftaten, die Staatsgeheimnisse betreffen. Informationen zum Schutz der inneren Sicherheit und zur Verhütung, beziehungsweise Bekämpfung von Verbrechen sind ebenfalls an die zuständigen Behörden weiterzuleiten. Bürger und insbesondere Mitarbeiter und Vertreter deS Staates sind zur Zusammenarbeit mit dem SNI innerhalb des geltenden Rechts verpflichtet. Führungskräfte staatlicher Organe sind verpflichtet den SNI zu informieren, wenn sie Kenntnisse über schweren Straftaten erhalten, einschließlich Sabotage, Spionage, Terrorismus, Handel von Drogen und psychotroper Substanzen und Gefährdung des verfassungsgemäßen demokratischen Staates.
Der SNI ist ein dem Premierminister Osttimors direkt unterstellter öffentlicher Dienst, der administrative und finanzielle Autonomie genießt. Agenten des SNI dürfen nicht in die Kompetenzen anderer staatlicher Institutionen, wie zum Beispiel Staatsanwälte oder Gerichte eingreifen. Sie dürfen nicht Prozesse führen oder Personen verhaften. Auch wenn die Verantwortung der nationalen Sicherheitspolitik bei der Regierung liegt und der Premierminister daher die direkt Aufsicht über den SNI hat, ist es verboten ihn für (partei-)politische Zwecke oder als Partisanen einzusetzen.
Die Kontrolle des SNI übernimmt, wie bei den beiden anderen Nachrichtendiensten der Aufsichtsrat des Nationalen Nachrichtendienstsystems (portugiesisch Conselho de Fiscalização do Sistema Nacional de Inteligência). Jährlich legt der Aufsichtsrat dem Nationalparlament einen Tätigkeitsbericht über den SNI vor. Auch Staatspräsident und Premierminister müssen den Bericht prüfen. Für seine Arbeit kann der Aufsichtsrat das Direktorium des SNI einberufen. Koordination und Informationsaustausch zwischen dem SNI und den anderen Nachrichtendiensten übernimmt die Interministerielle Kommission für Innere Sicherheit (Comissão Interministerial de Segurança Interna) und die Technische Kommission (Comissão Técnica), das Gremium der Chefs der osttimoresischen Nachrichtendienste. Von 2012 bis 2017 war der Abgeordnete Duarte Nunes Präsident des Aufsichtsrates. Derzeit hat Antoninho Bianco das Amt inne.
Aktivitäten und Ergebnisse des SNI sind als Verschlusssache von Interesse für die nationale Sicherheit klassifiziert. Sind schwere Straftaten betroffen, werden Dokumente als geheim eingestuft. Mitglieder des SNI können weder durch Justiz- noch andere Behörden dazu gezwungen werden Staatsgeheimnisse preiszugeben. Sollte die Justizbehörde dies als nicht gerechtfertigt sehen, kann sie die Aussage des SNI-Mitarbeiters beim Premierminister einfordern.

## Struktur und Mitarbeiter

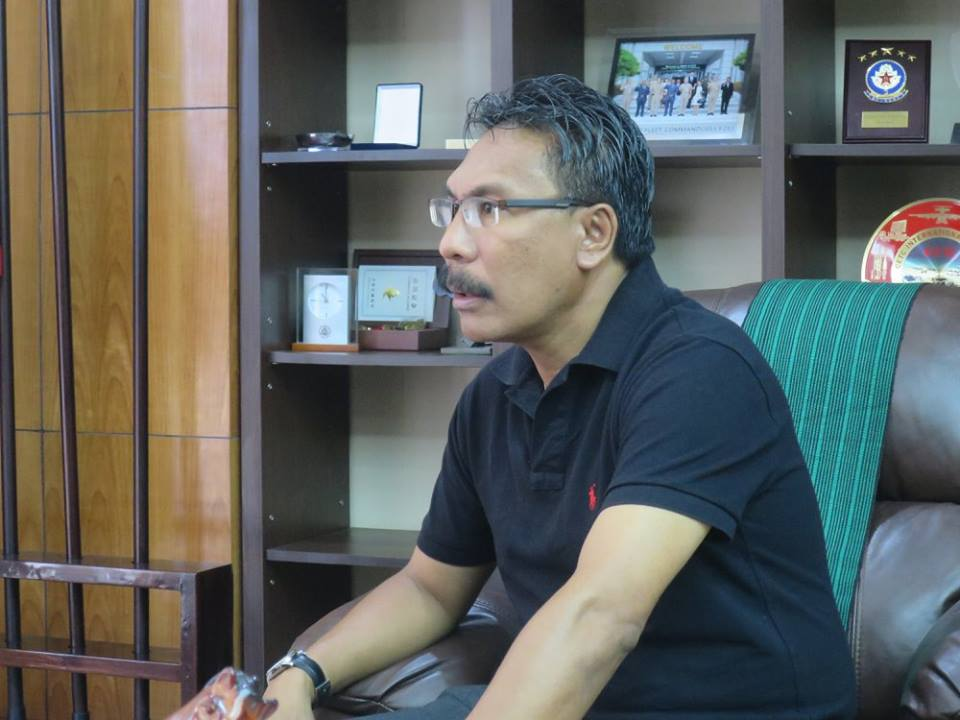
Cirilo Cristóvão (2017)

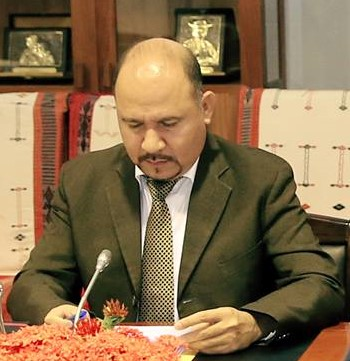
Manuel Serrano (2018)

Dem SNI sitzt ein Generaldirektor (Director-Geral) vor, der vom Premierminister ernannt wird. Vor der Ernennung ist der Staatspräsident zu konsultieren. Der Generaldirektor erhält die Vergütung eines Ministers. Ihm zur Seite stehen zwei stellvertretende Generaldirektoren. Des Weiteren existiert ein Verwaltungsrat (Conselho Administrativo). Ihm sitzt der Generaldirektor vor. Der Generaldirektor repräsentiert den SNI nach außen hin. Er leitet die Aktivitäten des Dienstes und das Rechenzentrums durch Inspektion, Kontrolle und Koordination. Der Generaldirektor führt die Anweisungen des Premierministers und die Beschlüsse des Verwaltungsrates aus und hat die Verfügungsgewalt über das Budget des SNI. Dazu muss er einen Geschäftsplan und einen Tätigkeitsbericht zum vergangenen Jahr dem Premierminister zur Genehmigung vorlegen. Außerdem ist der Generaldirektor des SNI der Vorsitzende der Technischen Kommission. Des Weiteren ist der Generaldirektor verantwortlich den normalen Betrieb des SNI aufrechtzuerhalten und effizient personelle und materielle Ressourcen bereitzustellen. Er darf politisch nicht tätig und auch nicht Mitglied einer politischen Partei sein. Den Premierminister muss er ständig über die Aktivitäten des SNI informieren. Den Medien darf der Generaldirektor nur mit Genehmigung des Premierministers Auskünfte geben. Bezüglich der Arbeit des SNI und seine Operationen muss der Generaldirektor eine neutrale Haltung bewahren.
Cirilo Cristóvão wurde von Premierminister Xanana Gusmão im Oktober 2009 zum ersten Generaldirektor des SNI ernannt. Er hatte das Amt inne, bis er 2015 Verteidigungsminister Osttimors wurde. 2017/2020 war Manuel Serrano Generaldirektor des SNI, 2021 wurde Domingos Amico da Câmara neuer Generaldirektor, wurde aber 2023 vorzeitig durch Longuinhos Monteiro ersetzt, nachdem es Kritik an der Arbeit des SNI gab.
Neben dem Generaldirektor als Vorsitzenden sind im Verwaltungsrat des SNI die beiden Stellvertreter und der Leiter der Verwaltungsabteilung Mitglied. Der Verwaltungsrat bereitet den jährlichen Haushalt zur Vorlage beim Premierminister vor und verwaltet die Haushaltsmittel. Der Verwaltungsrat genehmigt Ausgaben innerhalb der im Auftrag des Premierministers festgelegten Grenzen.
Der SNI unterteilt sich in die Abteilungen Interne Informationen, Externe Informationen und die Verwaltungsabteilung. Die innere Organisation der Abteilungen wird vom Generaldirektor dem Premierminister zum Beschluss vorgeschlagen.
Die Mitarbeiter des SNI sind Mitarbeiter der öffentlichen Verwaltung, Führungspersonal können zivile Experten, aber auch Angehörige der Polizei und des Militärs sein, die nach dem Beamtengesetz geführt werden. Beamte, Soldaten und Polizisten, die zum Dienst im SNI abgestellt werden dürfen bei ihrer weiteren Karriere und in ihren Rechte keine Nachteile haben. Voraussetzung für die Anstellung im SNI sind ein untadliger Ruf, hohe Fachkompetenz und eine schulisch Ausbildung, die mindestens der 12. Klasse entspricht. Die Angestellten des SNI müssen gebürtige Osttimoresen, mindestens 25 und maximal 35 Jahre alt sein. Sie dürfen keine parteipolitischen Ämter innehaben und nie zu einer Haftstrafe verurteilt worden sein. Zudem dürfen sie nie wegen eines Verbrechens gegen die Verfassung angeklagt worden sein oder jemals für einen fremden Nachrichtendienst gearbeitet haben.
Die dienstinterne Ausbildung wird durch ein weiteres Gesetz festgelegt. Neben dieser Sonderausbildung dürfen sie, bei entsprechender Entscheidung des Generaldirektors Schusswaffen besitzen und einsetzen. Sonderaufgaben werden kompensiert. Das Ruhestandsgeld wird für die Zeit im Dienst des SNI um 25 % erhöht. Die Mitarbeiter des SNI dürfen keinen anderen Tätigkeiten nachgehen. Auch die aktive Mitarbeit in einer politischen Partei oder einer Gewerkschaft ist ihnen untersagt. Sie dürfen sich öffentlich zu Politik, Parteien oder Gewerkschaften äußern. Sie haben kein Streikrecht und müssen ständig für den Dienst verfügbar sein.
Disziplinarangelegenheiten folgen den allgemeinen Bestimmungen der öffentlichen Verwaltung. Zu Disziplinarvergehen gehören Überschreitungen der Befugnisse des Dienstes und Offenlegung von Informationen und Berichte entgegen den Vorschriften. Auch Fahrlässigkeit und der Versuch sind strafbar. Sanktionen folgen im Allgemeinen den Statuten des öffentlichen Dienstes. Zusätzlich können sie aus dem Dienst des SNI abberufen und ihnen gekündigt werden. Die präventive Suspendierung ist möglich. Disziplinarstrafen können vom Generaldirektor verhängt werden. Die stellvertretenden Generaldirektoren sind für die Beamten der Verwaltungsabteilung zuständig.
Dem SNI sind auch Mitglieder des SIM und des SIP zugeordnet. Soldaten und Polizisten dürfen aber, solange sie dem SNI unterstellt sind, keine militärischen beziehungsweise polizeilichen Funktionen ausüben.

## Das Rechenzentrum
Der SNI verfügt über ein eigenes Rechenzentrum zur Verarbeitung und Speicherung von Daten, die zum Umfang seiner Tätigkeiten gehören. Die Kriterien und die technische Ausstattung werden vom Ministerrat und dem Interministerielle Kommission für Innere Sicherheit (Comissão Interministerial de Segurança Interna) festgelegt. Zugriff auf die Daten haben Beamte und Agenten des SNI, sofern sie von ihren Vorgesetzten dazu autorisiert sind. Ihre Verwendung für Zwecke außerhalb der Arbeit des SNI ist verboten. Bei Fehlern in den Daten und Unregelmäßigkeiten ist der Aufsichtsrat des Nationalen Nachrichtendienstsystems zu informieren. Wen bei Amtshandlungen, Gerichts- oder Verwaltungsverfahren fehlerhafte, illegal oder unter Verletzung von Rechten, Freiheiten oder Garantien von Personen erworbene Daten verwendet wurden, besteht das Recht auf Berufung. Der Aufsichtsrat ist in solchen Fällen verantwortlich für die Löschung oder Berichtigung der Daten im Rechenzentrum.

## Belege

### Hauptbelege
- Jornal da República: Lei do Parlamento 09/2008: Sistema Nacional de Inteligência da República Democrática de Timor-Leste, abgerufen am 2. Mai 2017.
- Jornal da República: Decreto-Lei 03/2009: Serviço Nacional de Inteligência, abgerufen am 2. Mai 2017.